# Vũ Đoài
Vũ Đoài là một xã cũ thuộc huyện Vũ Thư, tỉnh Thái Bình, Việt Nam.
Xã có diện tích 7,17 km², dân số năm 1999 là 6240 người, mật độ dân số đạt 870 người/km².
Theo Nghị quyết số 1666/NQ-UBTVQH15 ra tháng 6 năm 2025, sáp nhập tỉnh Thái Bình vào tỉnh Hưng Yên, giải thể đơn vị hành chính cấp huyện là Vũ Thư. Thành lập xã Vũ Tiên trên cơ sở hợp nhất diện tích tự nhiên và dân số của các đơn vị hành chính cấp xa của huyện này là Vũ Đoài, Duy Nhất, Hồng Phong và Vũ Tiến.